# موسيقى الفضاء
الموسيقى المُتّسِمة بِطابع الفضاء هي أي نوع من الموسيقى من أي نمط أو أسلوب بكلمات أو معنونة بعنوان متعلق بالفضاء الخارجي أو الرحلات الفضائية. الأغاني أو أي شكل من أشكال الموسيقى المستوحاة من مفهوم الفضاء الخارجي قد ظهرت في الموسيقى على مر التاريخ سواءً أكانت على شكل قِطع معزوفة أو غنائية مع كلمات. حتى إنّ فيثاغورس منذ أيام اليونان القديمة قد آمن بشيءٍ يسمى التآلف اللَّحني للمدارات، فبما أنّه مادامت الكواكب والنجوم كُلها تدور في الفضاء وفقًا لمعادلات رياضية فإنّ هذه المعادلات يمكن ترجمتها إلى نوتات موسيقية وبذلك ينتج عنها سِمفونية. وقد تمّ التبحّر في هذه الفكرة عبر التاريخ الغربي تحت نظريات مسماة باسم "ميوزيكا يونيفيرساليس" التي تعني الموسيقى العالمية. بعض الأمثلة الحالية المتنوعة لهذه الموسيقى هي أغنية "الكواكب" من قبل جوستاف هولست وأغنية "غرائب الفضاء" من قبل دايفيد بوي. يظهر الفضاء الخارجي أيضًا كفكرة رئيسية في نوع من موسيقى البوب القديمة مسمى ب"سبايس آيج"، ومثال على ذلك ألبوم "موسيقى العزاب في عصر الفضاء" لفرقة ستيريولاب.
تجذب الموسيقى عن الفضاء الخارجي المستمعين المندفعين ذوي الخلفيات المختلفة. بل إنّ بعضهم قد قاموا بإنشاء صفحات على الويب لمشاركة اهتماماتهم. كُل من ناسا وجاي بي إل والذكرى الحكومية الأمريكية للجنة الطيران يمتلكون صفحات على الويب لعرض ومناقشة الموسيقى حول الفضاء الخارجي. هنالك مثال مفيد لقائمة على الويب "دليل الموسيٍقى مستوح من الفلك الدقيق." للفلكي اندرو فراكنوي.

## موسيقى عن الفضاء الخارجي
العرض الأول لأوبرا "العالم على القمر"، من قبل جوزيف هايدن في عام ١٧٧٧م.
العرض الافتتاحي المبهر لأوبرا "رحلة إلى القمر" من قبل جاك أوفنباخ في عام ١٨٧٥م.
قام كارل بيرجر بلومدال بتأليف أوبرا "أنيارا" في عام ١٩٥٨م، مستخدمًا نص أوبرالي من تأليف إريك ليندغرين الذي استند فيه على قصيدة "أنيارا" لهاري مارتنسون، التي هي عبارة عن مأساة تدور أحداثها على متن مركبة فضائية.
سجّل روس جارسيا ألبومًا يتميز بالغرابة بعنوان "فانتاستيكا" في شركة التسجيلات كابيتال ريكوردز عام ١٩٥٨م، والذي كان يتمحور عن السفر إلى الفضاء.
كتب باري جراي العديد من المقطوعات الموسيقية ذات طابع الفضاء لفلم الخيال العلمي "ثندير بيردز آر جو" في عام ١٩٦٦م.
قامت فرقة ذا بيتلز بإصدار أغنية بعنوان "عبر الكون" في عام ١٩٦٩م.
قام إلتون جون بإطلاق أغنية "روكيت مان" في عام ١٩٧٢م.
قامت فرقة هوك ويند في نفس السنة بتسجيل وإطلاق أغنية "الفضاء عميق" ومن ثم قاموا بأداء "طقوس الفضاء" التي كانت أوبرا تتحدث عن طاقم من روّاد فضاء يحلمون في سبات.
قامت فرقة تانجيرين دريم في عام ١٩٧٢م بإصدار ألبومهم المزدوج "الوقت" والذي يضم أغاني متعلقة بالفضاء مثل "ولادة ليكود بليجاديس" و "نابيليوس داون"، بالإضافة إلى غلاف الألبوم الذي يُصوّر الكسوف. وكان هذا الألبوم يُعتبر الأول من نوعه الذي يصنف تحت الألبومات ذات الطابع السوداوي.
قام إدوارد أرتيمييف بعمل موسيقى بطابع الفضاء لفلم الفضاء "سولاريس" (١٩٧٢) ولكن فإنّ الأغنية الرسمية لفلم "سيبيرياد" (١٩٧٩) ربما تكون أشهر قطعة له بطابع الفضاء والتي تمّ إعادة عزفها مرارًا بنجاح رغم أنّ الفلم لا يتعلّق بالفضاء.
أصدرت فرقة مونتروز أغنية "محطة الفضاء رقم ٥" في عام ١٩٧٣م، كأغنية منفردة والتي كانت في الأصل جزءًا من ألبوم ترسيمهم. تمت إعادة غناء الأغنية بواسطة فرقة أيرون مايدن في عام ١٩٩٢م. وبالنسبة لألبومهم الذي يليه "بايبر موني" (١٩٧٤)، فقد قاموا بتسجيل "سبايس إيج ساكريفايس" والمعزوفة "ستارلاينر". وأيضًا فإنّ المغني الرئيسي للفرقة، سامي هاجر قام بتسجيل الأغنية الرئيسية لألبوم "مارشينج اون ستارز" التي تم إصدارها في ١٩٩٧م.
تم إصدار أغنية "٣٩" في ألبوم "ليلة في الأوبرا" من قبل فرقة كويينز عام ١٩٧٥م. الأغنية تُعبّر عن رحلة ٢٠ متطوع لنظام نجمي آخر. رغم أنّ المتطوعون شعروا بأنّ رحلتهم استغرقت مدة سنة واحدة فقط فإنّ ١٠٠ سنة قد مرت على الأرض وذلك بسبب اتساع الزمن الذي وضحته النظرية النسبية الخاصة بأينشتاين، وبسبب ذلك فإنهم يعودون ليجدوا من يحبون إما قد كبروا جدًا في السن أو قد فارقوا الحياة. تمّت كتابة الأغنية وغناءها من قبل براين ماي الذي حصل على شهادة الدكتوراة في فيزياء النجوم عام ٢٠٠٨م، وقد قام كلٌ من فريدي ميركوري وروجر تايلور بالغناء في الخلفية.
أنتج الموسيقيّ الياباني إيزاو توميتا العديد من الألبومات ذات الطابع الفضائي، مثل "ذا بلانتس" (١٩٧٦) ونسخته من "كوزموس" لفرقة هولتس سويت (١٩٧٨)، "مثلث برمودا" (١٩٧٩)، "كانون اوف ذا ثري ستارز" لفرقة داون كوروس (١٩٨٤)، مجموعة المشي في الفضاء- انطباعات رائد فضاء (١٩٨٤)، أداء مباشر ل"عقل الكون" في لينز (١٩٨٥)، أداء مباشر ل"العودة إلى الأرض" في نيويورك (١٩٨٨) و"ناسكا فانتاسي" (بمشاركة كودو ١٩٩٤).
إن ألبوم الملحّن فانجيليس "البيدو ٠.٣٩" (١٩٧٦) مكرّس بشكل كليّ للفضاء، وقطعة من ألبومه "الجنة والنار" (١٩٧٥) استخدمت كأغنية رئيسية لسلسلة "كوسموز" من قبل كارل ساجان على تلفزيون بي بي اس. وأيضًا يعكس عمله "ميثوديا: موسيقى خاصة بمهمة المريخ أوديسي لوكالة ناسا" اهتمامه باستكشاف الفضاء.
اختتم جان ميشال جار ألبومه "الموعد" (١٩٨٦) بأغنية الموعد الأخير، التي كان من المفترض أن يكون فيها مقطع ساكسفون يلعبه رائد الفضاء رون مكناير أثناء وجوده على متن مكوك الفضاء تشالنجر، والتي كانت ستكون القطعة الموسيقية الأولى التي يتم تسجيلها في الفضاء. ولكن فإنّ حادثة مكوك تشالنجر قد انهت هذه الاحتمالية. تم تكريس هذه الأغنية بعد ذلك لمكناير وبقية طاقم تشالنجر. قام جاري بتسجيل أغنية "آلة القمر" في ١٩٨٣م، والتي تمّ إصدارها بعد ذلك في ١٩٨٦م كأغنيته المنفصلة رقم ١٢ على الوجه الثاني للقرص المدمج.
ألبوم "أغاني الأرض البعيدة" لمايك أولدفيلد في ١٩٩٤ كان مستوحَ من رواية بنفس العنوان لآرثر سي كلارك.
تُشير أغاني البوب أيضًا إلى الفضاء الخارجي كأغنية "أتى رجل الفضاء مسافرًا" لكريس دو بيرغ وأغنية "أنا رجل الفضاء المتحضر" لفرقة بونزو دوج وأغنية "غرابة الفضاء" لديفيد بوي وأغنية "رجل الصاروخ" لإلتون جون وأغنية "مايجور توم (آتي للمنزل)" لبيتر شيلينغ وأغنية "سبايس تركين" لفرقة ديب بوربول. إنّ ألبوم "لأطفال أطفال أطفالنا" لفرقة ذا مودي بلوز عام ١٩٦٩م كان مستوحَ من رحلات الفضاء.
احتوت العديد من الألبومات على أغاني حصلت على الإلهام من برنامج ابولو الفضائي. قام براين إينو وأخوه روجر إينو مع المنتج وفنان التسجيل دانيل لانوايس في ١٩٨٣م بتأليف القطعة الموسيقية لفلم "لجميع البشرية". "لجميع البشرية" هو فلم وثائقي لبرنامج ابولو الخاص بناسا، وقد تمّ لاحقًا إصدار ألبوم لهذه الموسيقى تحت مسمى "أجواء ومعزوفات ابولو".
ألبوم الترسيم ذي القرصين لفرقة ذي اورب في ١٩٩١م بعنوان "مغامرات وراء العام الفائق" يحتوي فيه الوجه الأول على محيط موسيقى يوحي برحلة ابولو١١ للقمر، بالإضافة لتسجيلات ناسا لمحادثات الراديو بين المسؤولين ورواد الفضاء.
قام كل من جوليان ريجان وتيم بريشينو من فرقة أول اباوت ايف بإصدار فيديو وأغنية بعنوان الأرض الزرقاء الشاحبة للاحتفال بمرور ٥٠ سنة على الصعود للقمر.
تحتفل وتُعزز الألبومات ذات موسيقى الفيلك استكشاف الفضاء الخارجي، مثل "مينس تين اند كاونتين" (١٩٨٣) و"للمس النجوم" (٢٠٠٣).
يصف المؤلف والناقد الموسيقي الكلاسيكي ديفيد هوروويتز مقطوعة أوركسترا جوزيف هادين الكورالية "ذا كريشن" التي تم تأليفها في عام ١٧٩٨م، بأنها موسيقى فضائية سواءً بمعنى صوت الموسيقى (قطعة حقيقية من موسيقى الفضاء تتميز بتذبذب هادئ وعالي للكمان وكمان الرياح فوق التشيلو والباس المنخفض، في المنتصف تعود الموسيٍقى الفضائية في منتصف المقطوعة تدريجيًا نحو الحركة الافتتاحية بدون أي شيء على الإطلاق). فيما يتعلق بالتأليف، فإنّ هايدن ابتكر هذا العمل بعد مناقشة حول الموسيقى وعلم الفلك مع ويليام هيرشل، لاعب المزمار وعالم الفلك (مكتشف كوكب اورانوس).
قامت فرقة أفنجد سفن فولد بإصدار ألبومهم "ذا ستايج" في ٢٠١٦م، الذي يتمحور حول الفضاء والكون والعرق البشري والذكاء الاصطناعي. تحتوي أغنية "اكسيست" على مقطع من كلمات متحدثة ومكتوبة من قبل عالم الفلك نيل ديجراس تايسون.
هنالك فرقة أخرى تستخدم الفضاء كإلهام لموسيقاهم ألا وهي الفرقة الروك الفضائي المسيحية "برايف ساينت ساترن"، التي تشكل ألبوماتها الثلاثة "بعيدا جدا عن المنزل" و"ضوء الأشياء التي نأملها" و"مكافحة الزوال" ثلاثية تؤرخ رحلة السفينة الفضائية الخيالية "ذا يو اس اس جلوريا".

## موسيقى تصويرية لأفلام وبرامج تلفزيونية عن الفضاء الخارجي
غالبا ما تعرض الموسيقى التصويرية لأفلام الخيال العلمي والمسلسلات التلفزيونية والإذاعية موسيقى مرتبطة بالفضاء الخارجي مثل "ستار ورز" و "ستار تريك" و "دكتور هو" و "دليل المستركب إلى المجرة" و "القزم الأحمر" و "ملفات إكس" وغيرها.
"الثيرمين" عبارة عن آلة موسيقية إلكترونية بصوت غريب للغاية، مما أدى إلى استخدامه في الموسيقى التصويرية لأفلام مثل فلم "اليوم الذي وقفت فيه الأرض ساكنة".

## الموسيقى المعزوفة في القبب السماوية والمراصد الفلكية
يتم استخدام العديد من أشكال الموسيقى في عروض المرصد الفلكي والقبة السماوية لاسيما أنواع الموسيقى الإلكترونية والموسيقى الكلاسيكية وموسيقى الفضائية وموسيقى الروك الفضائية. وكذلك، فإنّ بعض الفنانين متخصصين بإنشاء موسيقى للقبب السماوية مثل مارك سي. بيترسين في مشروع "جوديسيوم".
تمّ تصميم نظام "أومنيماكس" آي ماكس الأفلام (التي تسمى الآن آى ماكس دوم) خلال السبعينات للعمل على شاشات القبة السماوية. في الآونة الأخيرة، أعادت بعض القبب السماوية تسمية نفسها بأنها "مسارح القبة"، بحيث تعرض عروض أوسع. ذلك يشمل الأفلام ذات الشاشة العريضة أو الملتفة وفيديو كامل للقبة وعروض الليزر التي تجمع بين الموسيقى والأنماط المرسومة بالليزر.

## موسيقى مبتكرة بأصوات من الفضاء الخارجي
يمكن لمصادر الطاقة في الغلاف الجوي مثل البرق أن تنتج أصواتًا (بأطوال موجات مختلفة) في نطاق الراديو ذي التردد شديد الانخفاض.
تنتج الأجسام الموجودة في الفضاء مثل الشمس والكواكب والمجرات والنجوم النابضة والمجرات النشطة جميعها إشارات. إذا تم استقبالها (عادة من خلال أطباق علم الفلك الراديوي) فيمكن للموسيقيين استخدامها كأساس لتأليف أي نوع من الموسيقى يمكن تخيلها.
قائمة بالعلماء المهتمين بأصوات الفضاء:
- دون جورنيت.
- ستيفن ب. ماكجريفي في مكتبة الكونغرس للأبحاث.
- ألكسندر كوسوفيتشيف، عالم جامعة ستانفورد الذي قد قامت أبحاثه في تذبذبات الشمس والتي قام بتحميل أصواتها على الشبكة بتشجيع ستيفن تايلور لعمل ألبومه.
- أنشأت د. فيوريلا تيرينزي العديد من الأعمال مستخدمة الأصوات المشتقة من إشارات الراديو السماوية.
- أنتجت ناسا قرصًا مضغوطًا يحتوي على تسجيلات المسبار الفضائي فوياجر ١، ٢ لمجالات كهرومغناطيسية تمت معالجتها بتقنيات أخذ العينات الرقمية في ١٩٩٢م.[14][15]

قائمة بفنّانين وفِرق قاموا بتضمين أصوات من الفضاء في أعمالهم:
- هوكويند.
- استخدم كل من تيري رايلي، إلى جانب فرقة كرونوس الرباعية، في ألبومهم حلقات الشمس، أصوات الكواكب التي سجلتها مهمة المسبار الفضائي فوياجر في رحلته إلى الفضاء السحيق.[16]
- ستيفن تايلور في ألبوم "قلب الشمس".[17]
- استخدمت الأغنية الرئيسية من ألبوم روبرت شرودر "جاليكسي سيجنوس- أ" ضوضاء ما بين النجوم من المجرة البعيدة.[18][19][20]
- استخدم بيلي يفانتيس الأصوات المسجلة على المريخ في أغنية "الهبوط" (ألبوم: الدخول إلى النظام الشمسي).[21]